# Lützelmaden
Koordinaten: 51° 9′ 47″ N, 9° 23′ 38″ O
Lützelmaden ist eine Wüstung in der Gemarkung von Maden, einem Stadtteil von Gudensberg im nordhessischen Schwalm-Eder-Kreis.
Der kleine Ort wurde 1145 als in parvo Maden erstmals erwähnt, als das Augustiner-Chorherren-Stift Weißenstein dort zwei Mansen von einem Kaufunger Ministerialen eintauschte. Er lag auf etwa 199 m über NHN rund 1,5 km östlich von Maden und 200 m westlich der heutigen Bundesstraße 254, der ehemaligen Heerstraße von Kassel nach Homberg und Ziegenhain, unweit südlich der von Maden zur B 254 führenden Straße.
Verschiedene und wechselnde Ortsadelige aus der Umgebung und auch Klöster und Stifte waren Grundeigentümer im Ort oder bezogen den Zehnt von dort: das St.-Petri-Stift in Fritzlar, die Klöster Hasungen, und Haina, die Herren Lugelin, von Meysenbug und von Schartenberg sowie der Kantor des St. Petri-Stifts, Hermann von Grone.
In der Liste der im Jahre 1403 zum landgräflich-hessischen Amt Gudensberg gehörigen Orte erscheint Lützelmaden bereits nicht mehr, so dass daraus geschlossen werden kann, die Siedlung sei zu diesem Zeitpunkt bereits verlassen gewesen. Die Gemarkung wurde größtenteils dem benachbarten Dorf Maden, zu einem kleinen Teil dem Dorf Niedervorschütz zugeschlagen. Eine letzte urkundliche Erwähnung erfolgte im Jahr 1418.
Im Bereich der Wüstung wurden später Funde aus der Spätlatènezeit und aus der Karolingerzeit entdeckt.